# Stefan Schwarz (esesman)
Stefan Schwarz (ur. 1907, zm. ?) – zbrodniarz nazistowski, esesman, członek załogi niemieckich obozów koncentracyjnych Majdanek, Warschau i Dachau.
Obywatel rumuński narodowości niemieckiej. Od 13 września 1943 do 28 kwietnia 1944 pełnił służbę w obozie Majdanek, skąd przeniesiono go do obozu Warschau, gdzie pozostał do 28 lipca 1944. Od sierpnia 1944 do 12 marca 1945 pełnił służbę wartowniczą w Kaufering IV, podobozie KL Dachau.
W procesie załogi Dachau (US vs. Ernst Fränzl i inni), który miał miejsce 5 listopada 1946 przed amerykańskim Trybunałem Wojskowym w Dachau, skazany został na 3 lata pozbawienia wolności.